# Alcatrazes
Alcatrazes é um arquipélago brasileiro, localizado aproximadamente 35 km ao sul de São Sebastião, no litoral norte do Estado de São Paulo, a uma hora de barco, aproximadamente. Em 2023, ganhou o prêmio internacional Blue Park nível ouro pela "excepcional conservação da vida marinha" durante o 5º Congresso Internacional de Áreas Marinhas Protegidas.
O arquipélago é formado por cinco ilhas maiores, sendo a principal denominada Ilha de Alcatrazes (2,5km de extensão e 170 hectares de área) e as demais conhecidas como da Sapata, do Paredão, do Porto (ou do Farol) e do Sul. Há também quatro ilhas menores (ilhotas não nominadas); cinco lajes (Dupla, Singela, do Paredão, do Farol e Negra); e dois parcéis (Nordeste e Sudeste).
Alcatrazes é o maior sítio reprodutivo de aves marinhas da costa brasileira, com uma população que gira em torno de 10 mil aves. Além disso, por conta de sua diversidade de flora e fauna, com mais de 20 espécies endêmicas, o arquipélago é conhecido como "Galápagos do Brasil", e atrai um número cada vez mais alto de pesquisadores. Tem importância ímpar para a biodiversidade marinha brasileira, possuindo mais variedades de peixes do que Fernando de Noronha.
O conjunto é protegido, desde 1967, pela Estação Ecológica Tupinambás, uma Unidade de Conservação Federal de Proteção Integral, e, desde 2016, pelo Refúgio de Vida Silvestre do Arquipélago de Alcatrazes, que é atualmente a segunda maior unidade de conservação integral da Marinha do Brasil depois do Parque Nacional Marinho dos Abrolhos.

## Etimologia

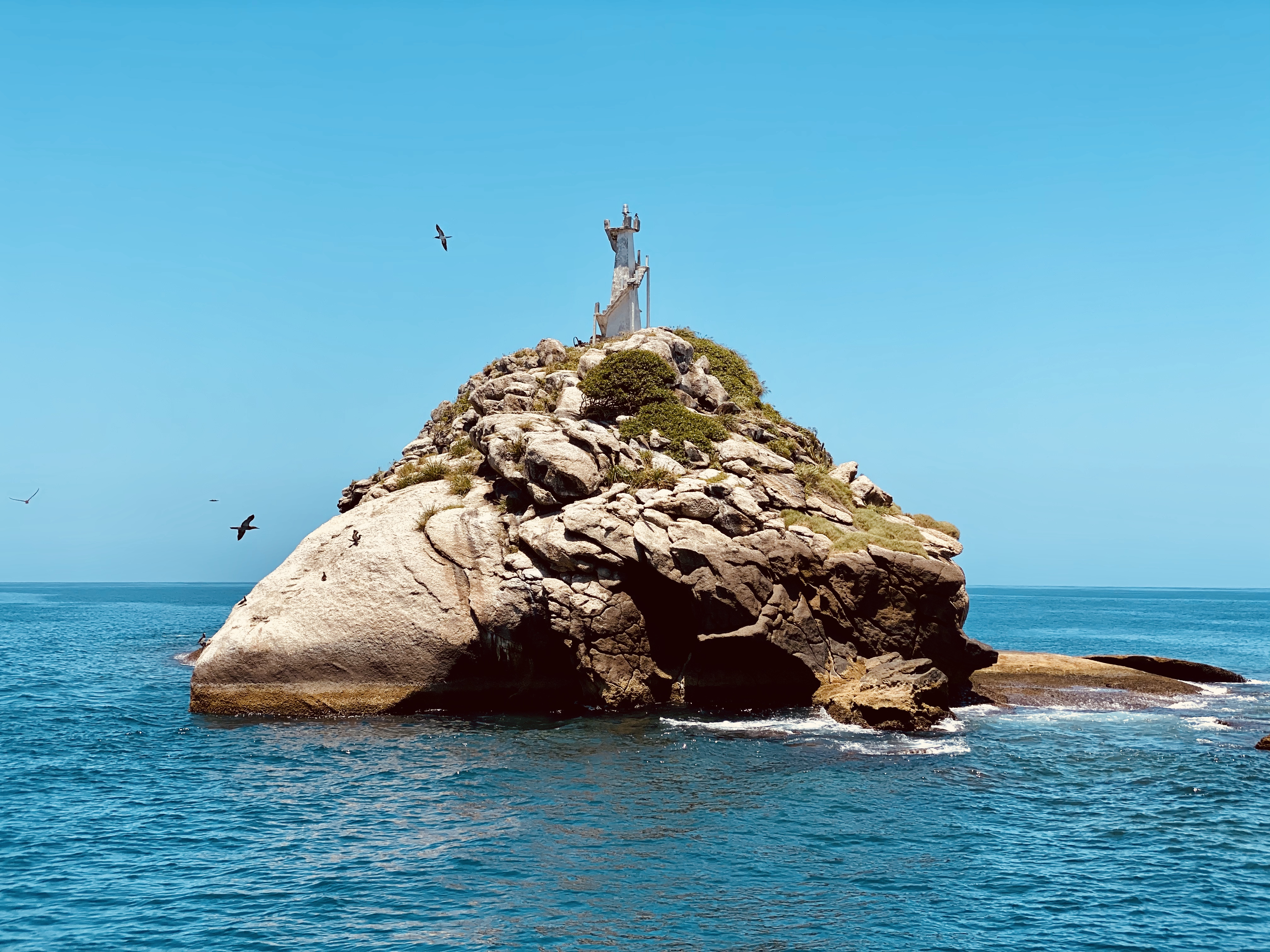
Ilha do Porto, também conhecida como Ilha do Farol

O nome do arquipélago vem do pássaro que corresponde à segunda maior população de aves no local, com cerca de 3 mil indivíduos: o atobá-pardo, que também é conhecido como "alcatraz", termo que em árabe (الغطاس) significa "o mergulhador" - devido à sua habilidade para mergulhar no mar e capturar peixes ou lulas.

## Geografia

### Geologia

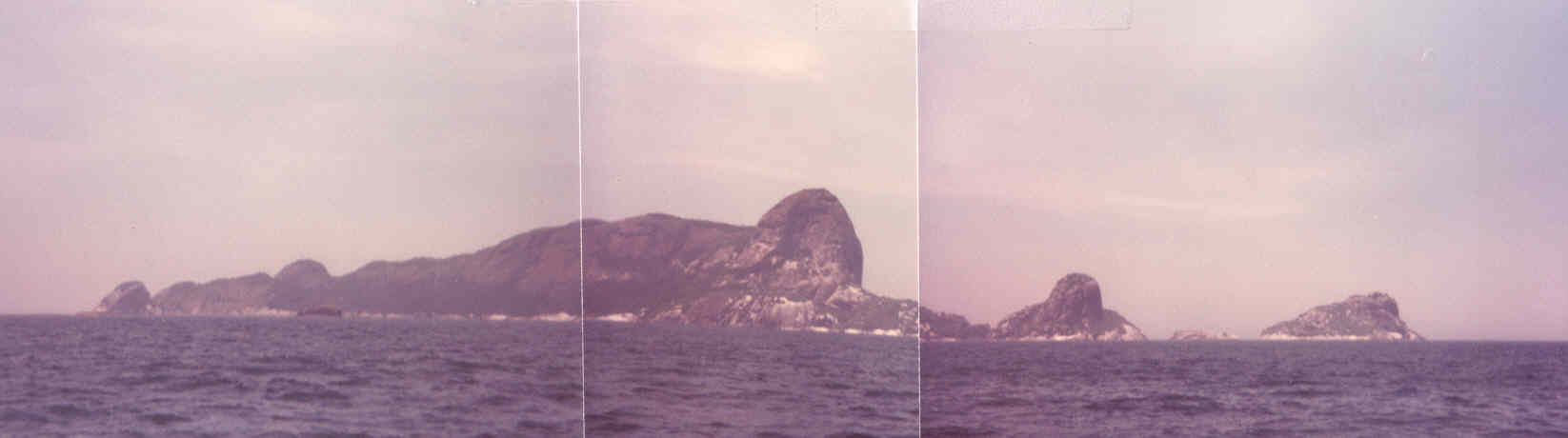
Reprodução de uma montagem de fotos do arquipélago

A geomorfologia de Alcatrazes é caracterizada por sendimentos arenosos com menos silte e argila. O arquipélago consiste em um biotita granito porfirítico.
Acredita-se que as ilhas apresentam o formato dos dias de hoje há pelo menos 2,5 milhões de anos. Contudo, durante o último período glacial (entre 85 mil e 15 mil anos atrás), o mar estava recuado de tal forma que o arquipélago era, na verdade, uma montanha ainda conectada ao continente.
Alcatrazes é formado por cinco ilhas maiores, sendo a principal denominada Ilha de Alcatrazes (2,5km de extensão e 170 hectares de área) e as demais conhecidas como da Sapata, do Paredão, do Porto (ou do Farol) e do Sul. Há também quatro ilhas menores (ilhotas não nominadas); cinco lajes (Dupla, Singela, do Paredão, do Farol e Negra); e dois parcéis (Nordeste e Sudeste). Sua profundidade pode chegar aos 50 m. Sua cobertura oceânica total é de 67 mil hectares.
O ponto culminante do arquipélago é o Pico da Boa Vista (ou dos Alcatrazes), com 316 m de altura. Outro pico é o do Oratório, com 154m. As faces das ilhas são marcadas por paredões rochosos íngremes que podem chegar aos 200 m de altura. Entre os braços sul e leste da ilha principal fica o Saco do Funil, parte mais abrigada da ilha e local onde a marinha brasileira praticava tiros (veja detalhes na seção "História" abaixo).
A Ilha do Porto, também conhecida como Ilha do Farol, é onde fica localizado o farol Alcatrazes (3268), uma torre tronco piramidal quadrangular de concreto armado, branca, com 7m de altura, luz de lampejo branco na altitude de 24 metros com alcance de 15 m.n. (27,8 km) e setor de visibilidade de 230° (014° a 244°).

### Biodiversidade

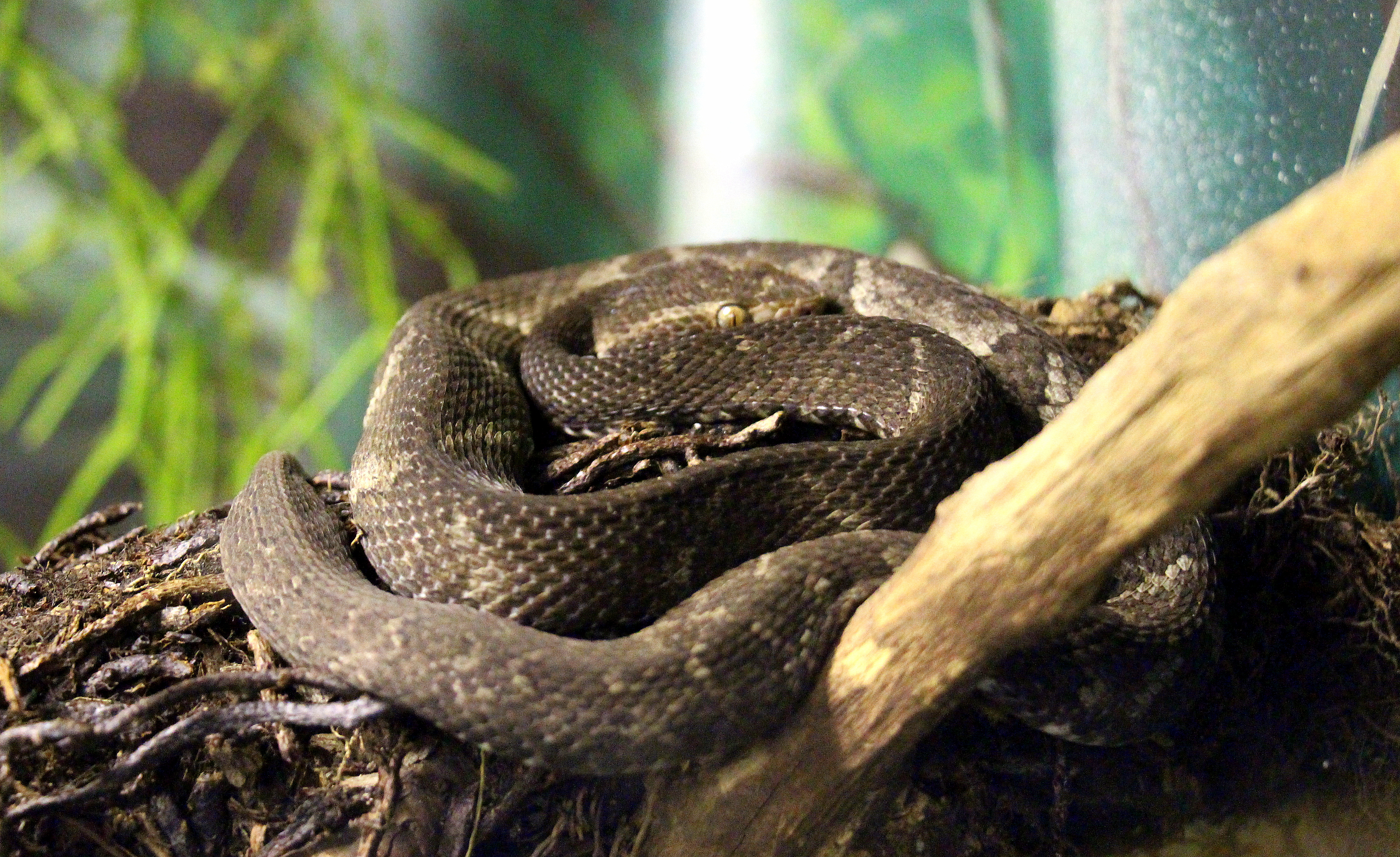
Jararaca-de-alcatrazes, uma das espécies endêmicas do arquipélago

Possui rica fauna e flora; em dezembro de 2019, 1,3 mil espécies haviam sido registradas no local, sendo 93 consideradas ameaçadas de extinção e 20 possuindo status de espécies endêmicas, incluindo a jararaca-de-alcatrazes, a perereca-de-alcatrazes e a rã Cycloramphus faustoi. Dentre as plantas endêmicas, há o Anthurium alcatrazensis, a Begonia venosa e a Sinningia insularis (endêmica também do Morro do Recife, em São Sebastião), além da Begonia larorum, coletada somente uma vez e nunca mais encontrada no local, sendo considerada extinta.
Acredita-se que haja outras espécies endêmicas no local que ainda não foram catalogadas, incluindo uma espécie de cobra-coral cujos dois únicos exemplares conhecidos foram destruídos durante o incêndio de 2010 no Instituto Butantan.
Tal característica levou o arquipélago a ser conhecido como "a Galápagos do Brasil" por alguns cientistas, que acreditam que Charles Darwin teria chegado às mesmas conclusões que chegou no arquipélago equatoriano se tivesse estudado a fauna de Alcatrazes. Conforme descrito na subseção "Geologia" acima, a ilha foi por dezenas de milhares de anos ligada ao continente, o que permitiu que diversas espécies terrestres tivessem fácil acesso ao local. Conforme o nível do mar subiu e voltou a isolar o arquipélago, a fauna que ali permaneceu ou se extinguiu ou se adaptou e evoluiu, dando origem às espécies únicas que resultaram de 11 mil anos de isolamento genético.
Na ilha principal pode ser encontrado o maior ninhal de fragatas do mundo, agrupando 6 mil espécimes. Um total de cerca de 10 a 20 mil aves habita o arquipélago, onde já foram avistadas mais de 100 espécies (outra fonte fala em 92), incluindo algumas sob risco de extinção, como o pirupiru e o trinta-réis-de-bico-vermelho. A expedição colonizadora de Martim Afonso de Sousa entre 1530-1532 já registrava avistamento de aves no local, e a de Luederwaldt & Fonseca em 1920 catalogou 39 espécies, das quais 17 foram consideradas residentes. Entre os anos 1990 e 2000, as expedições do Projeto Alcatrazes ampliaram ambas as cifras para 103 e 37, respectivamente. 11 são consideradas ameaçadas.
Em suas águas, diversas espécies convivem em meio aos corais-cérebro, incluindo 400 espécies de invertebrados e um número de espécies de peixes (entre 200 e 250, sendo cerca de 40 consideradas ameaçadas; outra fonte fala em exatas 160 espécies catalogadas (em 2017) e outra fonte do mesmo ano fala em 259, estando 47 sob algum grau de ameaça) superior a qualquer outro lugar do Brasil, incluindo o arquipélago de Fernando de Noronha, que é bem maior que Alcatrazes, mas abriga 150 espécies. O local também é visitado por tartarugas-verdes e tartarugas-de-pente e por cetáceos, incluindo golfinhos, baleias-de-bryde, baleias-jubarte e baleias-francas. A distância nem muito grande, nem muito pequena da ilha em relação ao continente e o fato de estar situada numa zona de transição entre águas tropicais quentes e águas subtropicais mais frias contribui para a diversidade de peixes.
Há outras espécies de corais na região, incluindo a Ceriantheomorphe brasiliensis, considerada ameaçada.
Foram registradas 18 espécies de borboletas e 48 de aranhas, dez espécies de esponjas (incluindo a espécie Latrunculia janeirensis, que anteiormente se acreditava endêmica das Ilhas Cagarras), 60 espécies de moluscos, 59 espécies de poliquetas (incluindo a ameaçada Eurythoe complanata),, 50 espécies de crustáceos (número referente a toda a ESEC Tupinambás, que inclui áreas próximas à Ilha Anchieta),, 20 espécies de equinodermes (sendo seis ameaçadas),, 10 espécies de briozoários e 24 espécies de ascídias.
O mar em volta das ilhas não recebia muita atenção até os anos 1990, pois o mergulho ainda não era visto como um instrumento de pesquisa científica até então no Brasil. Foi no arquipélago que esta realidade começou a mudar.
Além dos próprios exercícios militares da Marinha, outra ameaça ao ecossistema local é a poluição do mar, tanto na forma de resíduos químicos (que contaminam o plâncton e, consequentemente, toda a cadeia alimentar que o envolve) quanto lixo indevidamente descartado. Os corais-sol, espécie invasora, representam também um risco para a fauna nativa. Foram detectados primeiramente em 2011 e, desde então, vêm sendo monitorados e removidos para que não se tornem uma praga, embora a erradicação seja considerada impossível de se atingir. A espécie, originária do Indo-Pacífico, chegou ao Brasil em 1990. Na ilha próxima de Búzios, pertencente ao município de Ilhabela, o coral invasor já causou significativos danos.
A vegetação das ilhas é essencialmente de Mata Atlântica, mais especiicamente caracterizada por floresta ombrófila densa, mas vai se assemelhando ao cerrado nas partes mais altas. Registra-se 130 espécies de plantas no local, incluindo quatro endêmicas: duas begônias, um antúrio e uma gloxínia, esta última conhecida como "rainha-do-abismo", pois floresce à beira de penhascos.

### Clima
Sob influência do Anticiclone do Atlântico Sul, o arquipélago passa por verões quentes e úmidos e invernos mais secos e amenos.

### Oceanografia
As águas em torno do arquipélago apresentam composição química que favorece o ecossistema local na zona eufótica.

## História
Há 2,5 milhões de anos, Alcatrazes era uma montanha coberta de Mata Atlântica no meio de uma floresta, e não uma ilha. Segundo o geólogo Paulo César Giannini, do Instituto de Geociências da Universidade de São Paulo, durante aproximadamente 65 mil anos foi possível caminhar em terra firme de onde hoje é São Sebastião até Alcatrazes.
Por conta disso, vestígios arqueológicos mostram que Alcatrazes era visitada por povos pré-colombianos. Seus primeiros frequentadores conhecidos, os índios tupinambás, batizaram o local de "Uraritã" (terra de aves, numa tradução livre, segundo o idioma da tribo). Há cinco sítios arqueológicos na ilha, contemplando desde vestígios pré-coloniais até ruínas do início do século XX, que restaram de edificações de apoio a faroleiros do local. Estas tentativas de ocupação da ilha produziram os primeiros impactos significativos na flora local, que lentamente se recupera nos espaços outrora roçados para construção de casas e plantio de subsistência.
Com o fim da última era do gelo, o nível do mar voltou a subir e rodear Alcatrazes, isolando-a do continente.
Na História, Alcatrazes aparece primeiro em 1530, no diário de Pero Lopes de Souza, um dos líderes da primeira expedição portuguesa para tomar posse da nova colônia. O grupo usou o local para coletar peixes e madeira antes de seguir viagem para o sul do país.
Já no Século XVIII, de acordo com Kodja et al., (2012), a ilha principal foi usada por pescadores e caiçaras como área de pesca, abrigo e extração do guano depositado pelas aves marinhas, adubo valioso antes dos fertilizantes industriais serem inventados. Esta exploração foi detectada também nos anos 1950.
A primeira e única edificação do local é uma casa possivelmente erguida no início do século XX para abrigar um zelador do arquipélago. Uma das primeiras expedições científicas ao local ocorreu em 1915, por parte da Comissão Geográfica e Geológica de São Paulo. Em 1920 ou 1922, outra visita, liderada por Luederwaldt & Fonseca (do Museu de Zoologia da Universidade de São Paulo), aconteceu, em parceria com o Instituto Butantan. Em sua visita, Luederwaldt registrou roças, plantações e dois pequenos portos para desembarque de pescadores. Dentre os alimentos cultivados, encontravam-se abacate, aipim, bananas, batata-doce, feijão-de-lima, milho,
maravilhas, mamona, tayá, cana-de-açúcar e laranjas, além do algodão - todos produtos de espécies consideradas invasoras. Desta expedição de quase um mês, Luderwaldt trouxe diversos espécimes para serem estudados, alguns dos quais permanecem até hoje no herbário do Instituto de Botânica. As visitas de cientistas só se tornaram mais frequentes a partir do final dos anos 1980, e foi a partir daí que a fauna e a flora das ilhas passaram a ser mais bem conhecidas; materiais coletados nessas visitas também se encontram no Instituto. Foi também nesta época que, por conta da criação das Unidades de Conservação e do uso restrito por parte da Marinha, a preservação do local passou a ser garantida e o transformou num ponto excepcional de pesquisa científica, dada a baixa interferência por parte do homem.

### Exercícios da Marinha

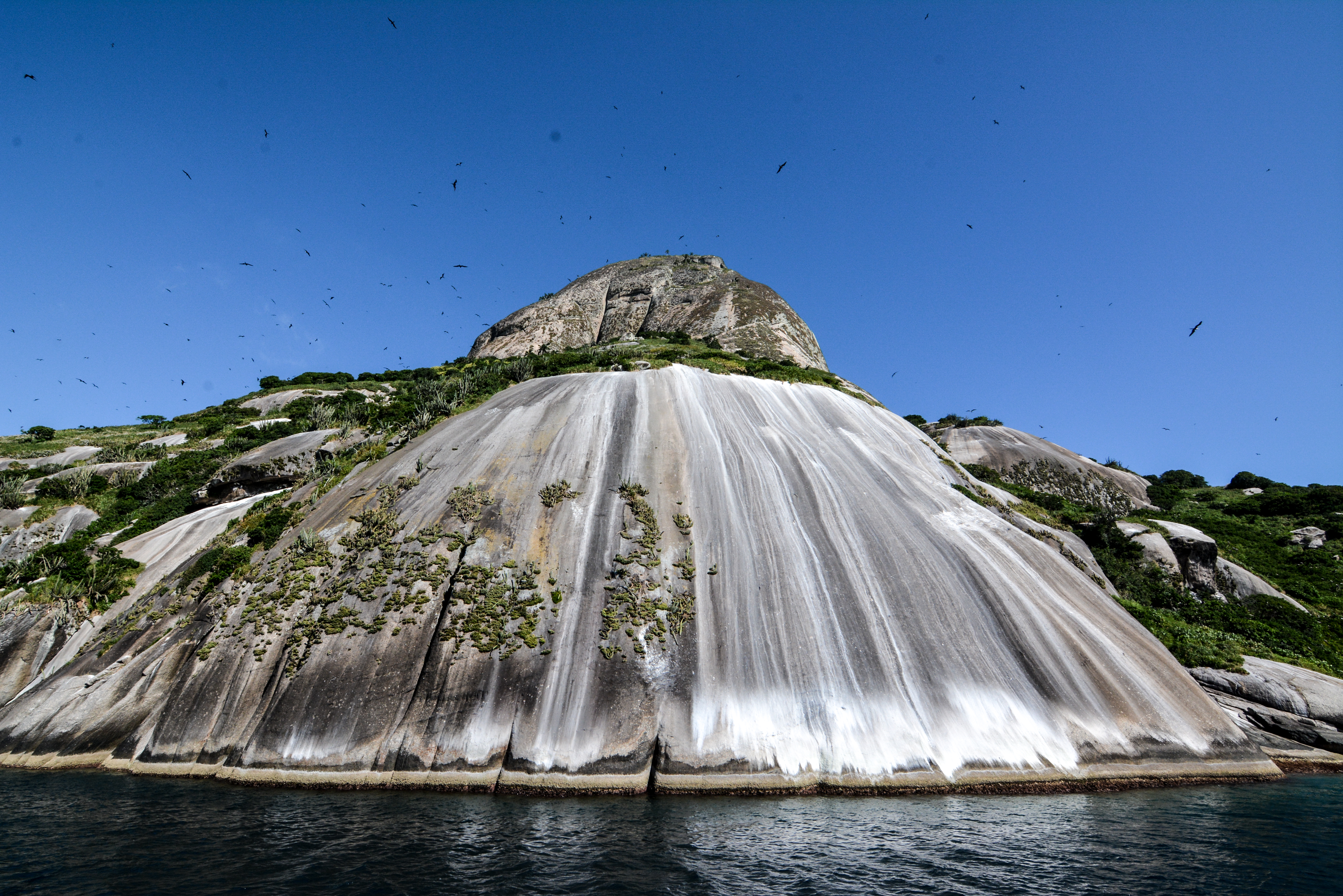
Um dos paredões onde os militares praticavam tiros

Até os anos 1980, a Marinha do Brasil tinha de se deslocar até Porto Rico para realizar treinamentos de tiro com seus navios. Os custos elevados das viagens motivaram os militares a buscarem um local propício para a prática no próprio litoral brasileiro. O levantamento apontou três lugares potenciais: Alcatrazes, Fernando de Noronha e Abrolhos. Alcatrazes acabou escolhido por ser desabitado e por combinar o menor impacto ambiental resultante dos disparos com a menor distância para o Rio de Janeiro, onde a esquadra fica sediada.
A prática, contudo, acarretava danos ambientais consideráveis, tornando-se objeto de várias demandas judiciais, inclusive de ações civis públicas que visavam impedi-la, embora pesquisadores admitam que a presença dos militares também ajudava na preservação do local, pois evitava a aproximação de pescadores.
A prática dos disparos ocasionava incêndios na ilha, que impactaram o ecossistema e o ambiente local, suprimiram cerca de 12% da vegetação original e abriram caminho para a proliferação do capim-gordura, considerado invasor e suscetível a mais incêndios. Mesmo espécies naturais da região, como o sapé e a samambaia das taperas (Pteridium arachnoideum), demonstram comportamento agressivo de ocupação em áreas que sofreram interferência humana.
Em 1989, preocupados com os efeitos dos treinamentos, ambientalistas começaram a realizar visitas à ilha para levantar o maior número possível de informações e mostrar a extensão dos danos que os tiros estavam causando e conseguir, assim, que as manobras parassem. Até então, a última expedição registrada até o arquipélago datava de 1920.
Na época, a Marinha se comprometeu a realizar estudos para determinar o impacto dos tiros no ecossistema local e o resultado das análises confirmou os danos. No meio tempo, o então deputado federal Fábio Feldmann apresentou projeto de lei que criava o Parque Nacional Marinho dos Alcatrazes em 1990. Os exercícios continuaram, sendo interrompidos somente entre 1991 e 1998 pela Justiça. Em 1998, os ambientalistas realizaram um protesto com apoio do Greenpeace bem em cima de um dos alvos antes da realização de mais um exercício.
Em 2004, como resultado de um disparo, um incêndio consumiu 20 hectares de mata na ilha, o que faria a proposta de Feldmann voltar a ganhar atenção, mas foi só em 2013 que a Marinha cedeu e aceitou que o parque fosse criado, com a condição de que a Ilha da Sapata, com cerca de 4 hectares e localizada a nordeste da ilha principal, fosse excluída para que eles pudessem continuar os treinamentos lá. A marinha sempre defendeu que os exercícios são "essenciais para o treinamento das tropas e alinhamento dos canhões da esquadra", e que Alcatrazes é o único local viável para as manobras. Desde então, e após um estudo de impacto realizado por uma equipe conjunta dos Ministérios do Meio Ambiente e Defesa, os exercícios são realizados apenas uma vez por ano.

### Status e preservação
Com a adoção do local pela Marinha nos anos 1980, a visitação à ilha passou a ser fechada pela entidade. O mergulho, mesmo recreativo, também era proibido até 2016. Somente era autorizada a atividade de mergulho em casos especiais, como para pesquisa. As infrações podiam ser penalizadas com multas aplicadas tanto pela Marinha do Brasil, que variam de R$ 40,00 (quarenta reais) a R$ 2.200,00 (dois mil e duzentos reais), como pelo ICMBio, que podem variar de R$ 700,00 (setecentos reais) a R$ 100.000,00 (cem mil reais).
Desde 1987, uma pequena parte da ilha era, em teoria, protegida pelo governo federal na forma da Estação Ecológica Tupinambás (que abarcava também parte do Parque Estadual da Ilha Anchieta), embora não houvesse pessoal nem estrutura no local para garantir sua preservação de fato e o ponto em questão não fosse atingido pelos disparos militares.
Em março de 2012, o então vice-prefeito de São Sebastião, Wagner Teixeira (PV) foi pego pescando ilegalmente, próximo à Ilha do Paredão. Ele estava em seu barco pessoal com outros cinco homens, e não parou até ficar sem combustível, mesmo com a guarda costeira em seu encalço e com as sirenes ligadas. Ele carregava 116 quilogramas de peixes, incluindo espécies ameaçadas, e afirmou que não sabia da proibição da pesca na área. Em entrevista posterior ao incidente, o político se defendeu dizendo que o combustível acabou somente quando já havia concordado em seguir para o continente acompanhado dos fiscais. Disse também que não sabia que a área era protegida e que sempre lutou justamente pela preservação do arquipélago.
Em 2016, Alcatrazes recebeu status de Refúgio de Vida Silvestre e teve sua proteção estendida a toda a área do arquipélago (exceto a Ilha de Sapata, conforme explicado na subseção "Exercícios da Marinha" acima), totalizando 67.409 hectares ou 673 km² - tamanho criticado por alguns ambientalistas, que preveem um custo demasiadamente elevado para fiscalizar toda a área. A pesca e o desmate seguem proibidos, mas à época planejava-se liberar passeios de barco e mergulho ao público, segundo critérios que seriam definidos em plano de manejo.
Em setembro de 2017, ficou estipulado que as águas ao redor da ilha ficarão, de fato, disponíveis para passeios de barco e mergulho, mas não o desembarque em terra, uma vez que não há praias ou outros locais seguros para o turista entrar na ilha em segurança. As visitações, que só poderão ser feitas por empresas autorizadas pelo ICMBio, só deveria ocorrer em 2018, ficando o ano de 2017 reservado à preparação para as atividade (cadastramento de empresas, treinamentos e emissão de licenças). Uma embarcação de 60 pés seria instalada na ilha e lá permaneceria o tempo todo para facilitar a pesquisa e a proteção do local. Alguns pesquisadores defendem a visitação turística, pois a presença constante de pessoas pode inibir a pesca ilegal.
Em dezembro de 2018, o local foi aberto ao público para visitação gratuita. Um ano depois, cerca de mil pessoas haviam mergulhado em suas águas, sendo uma média de 50 pessoas por semana (a estrutura local comporta até 200 por dia). Na época, estimava-se que o turismo no arquipélago movimentara 2,5 milhões de reais na economia local (outra fonte fala em 4 milhões). Além disso, o número de infrações autuadas pelo ICMBio no local caiu de 98, em 2017, para 4 em 2019.
Também um ano após a abertura, novas atividades, como mergulho noturno e pernoite, foram liberadas. Em maio de 2020, o ICMBio estabeleceu uma série de regras e proibições a serem acatadas pelas empresas de turismo autorizadas a atuar no local, bem como pelos visitantes.
Em novembro de 2021, o Instituto Educa Brasil pediu a suspensão de um exercício da Marinha no arquipélago. Em agosto de 2022, um novo exercício foi agendado e suspenso a pedido do próprio ICMBio. Na época, foi detalhado que a Marinha ainda detinha autorização para praticar os disparos, porém somente no período de novembro a abril, e somente na Ilha da Sapata e no mar em seu entorno, num raio de até 1 km.

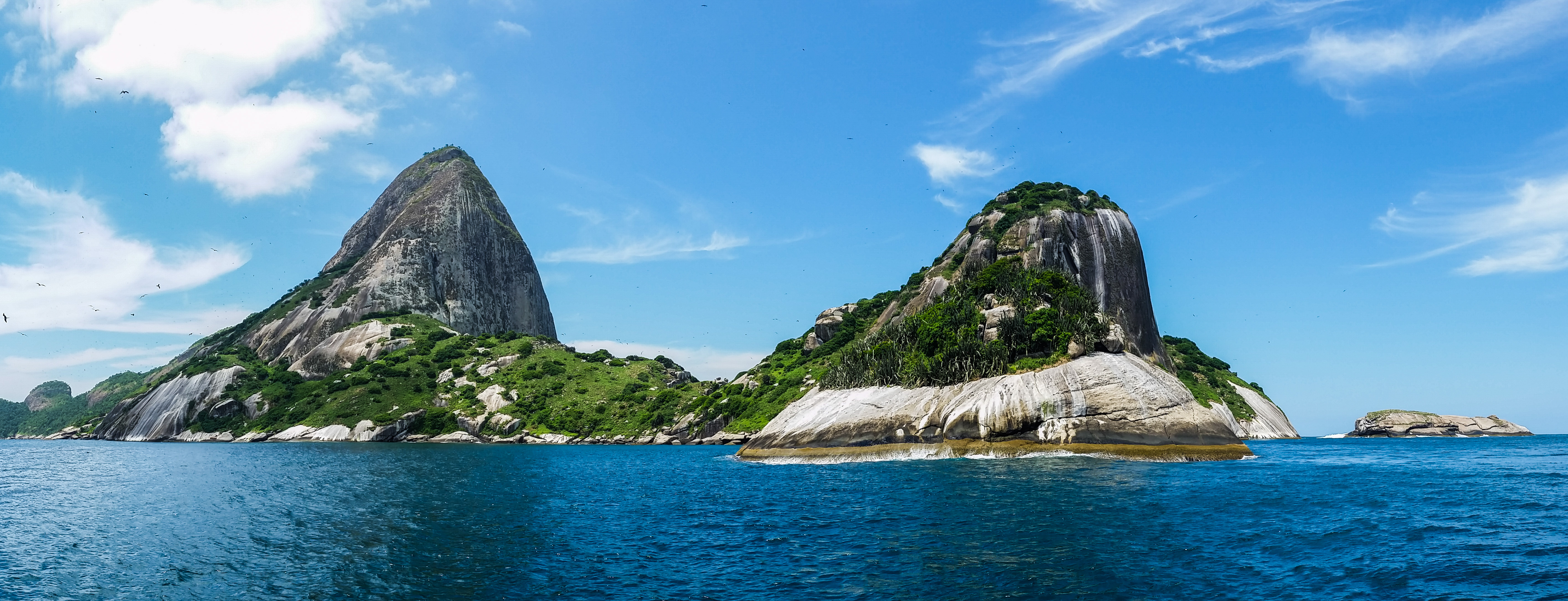
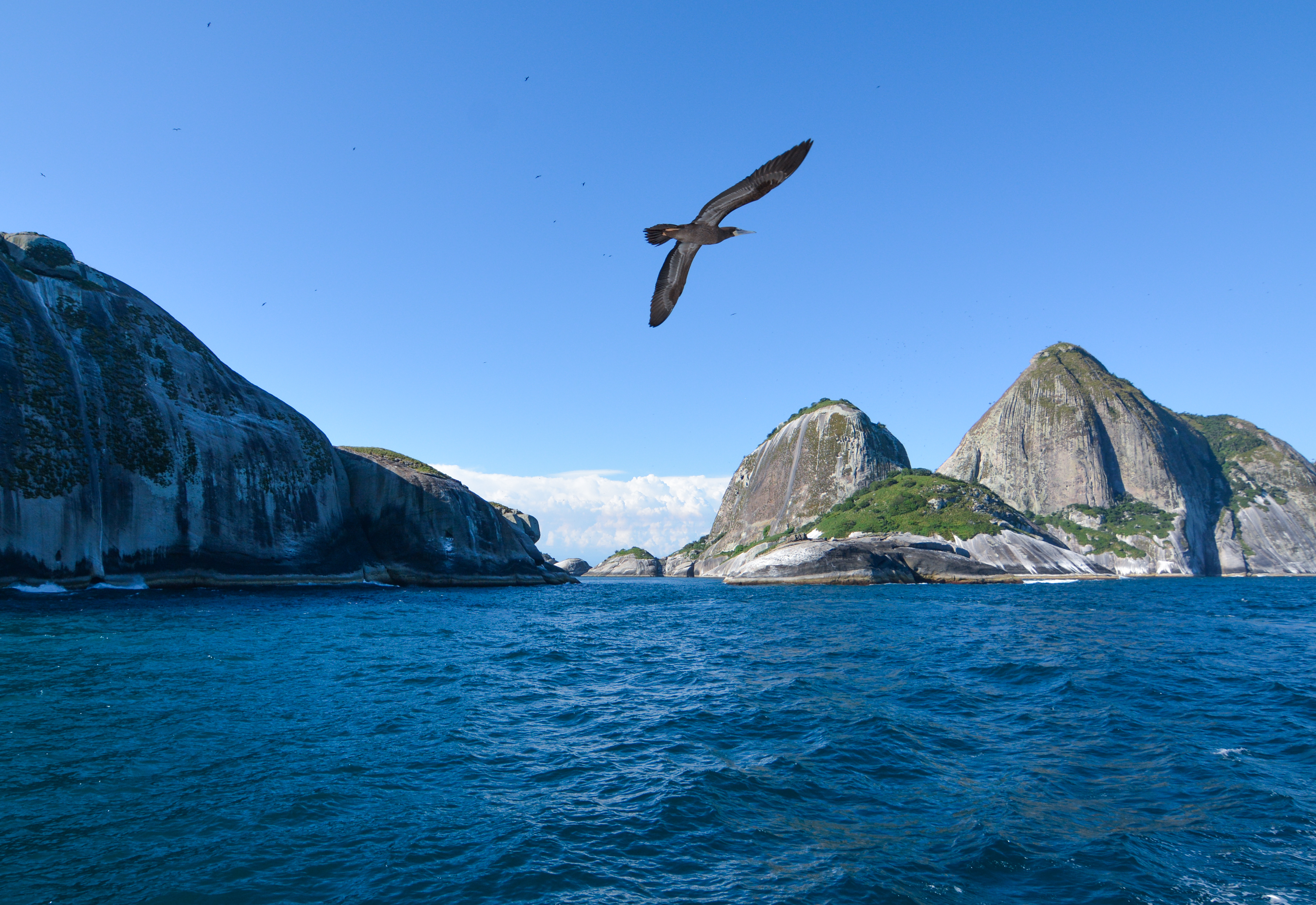
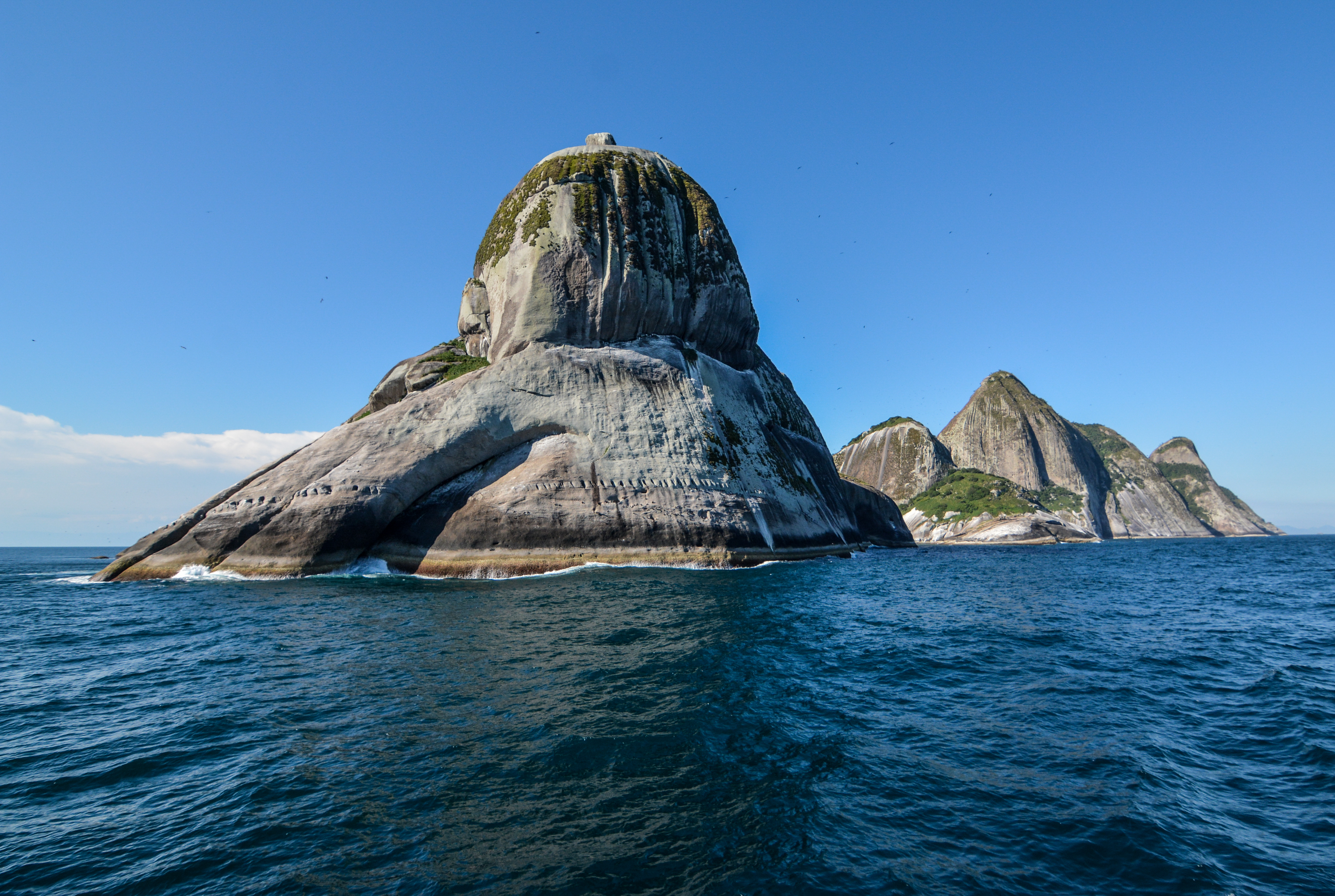
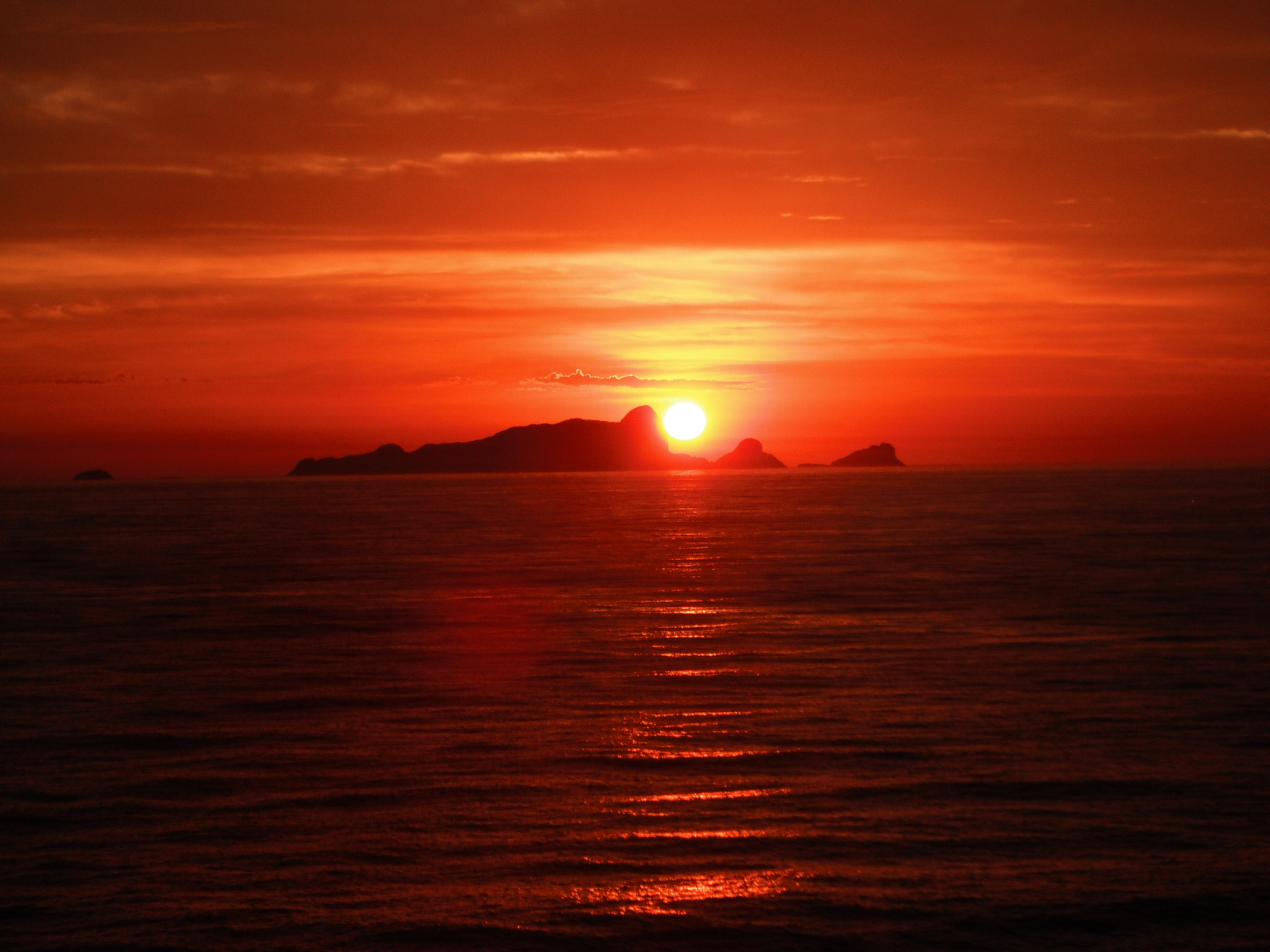
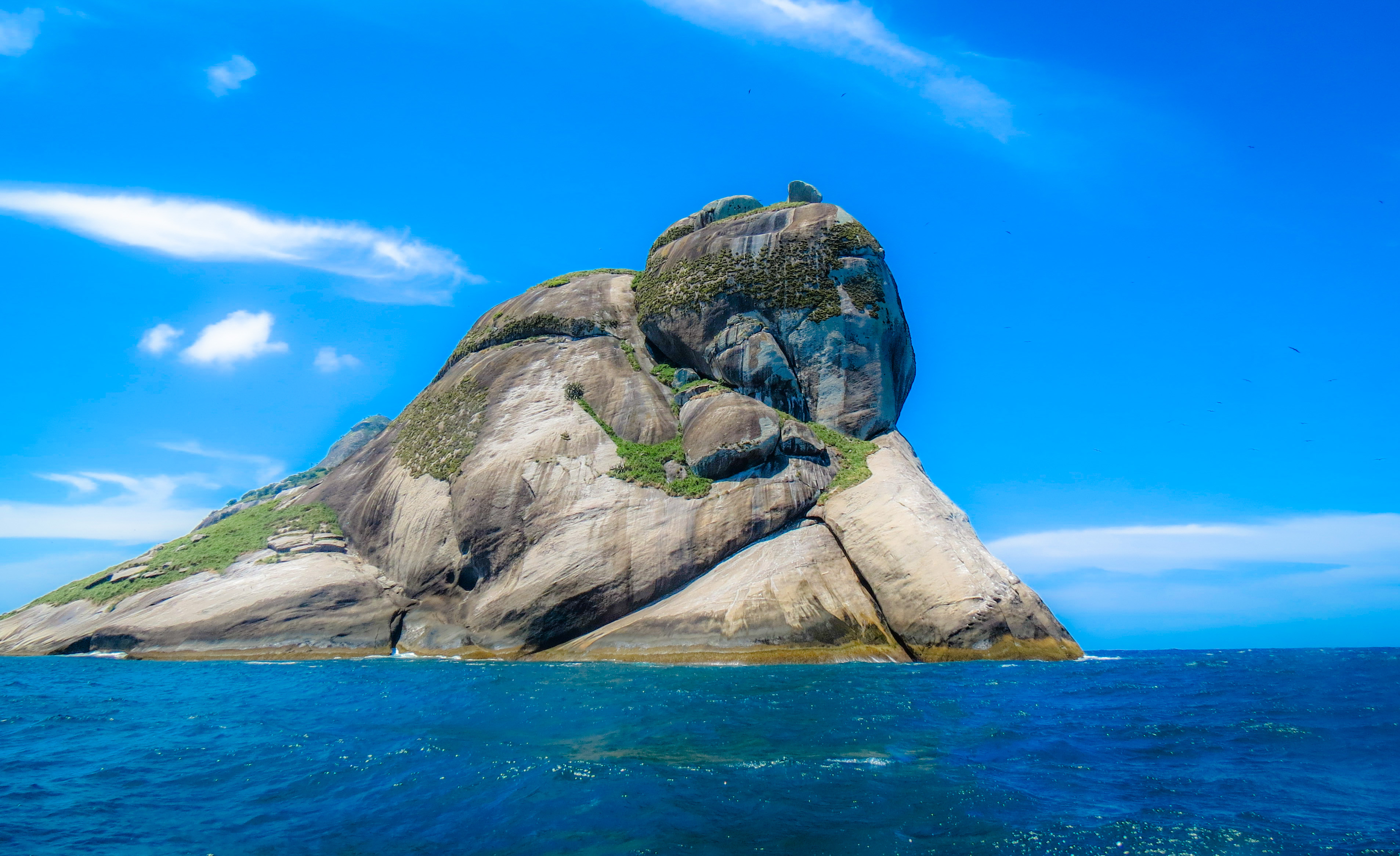
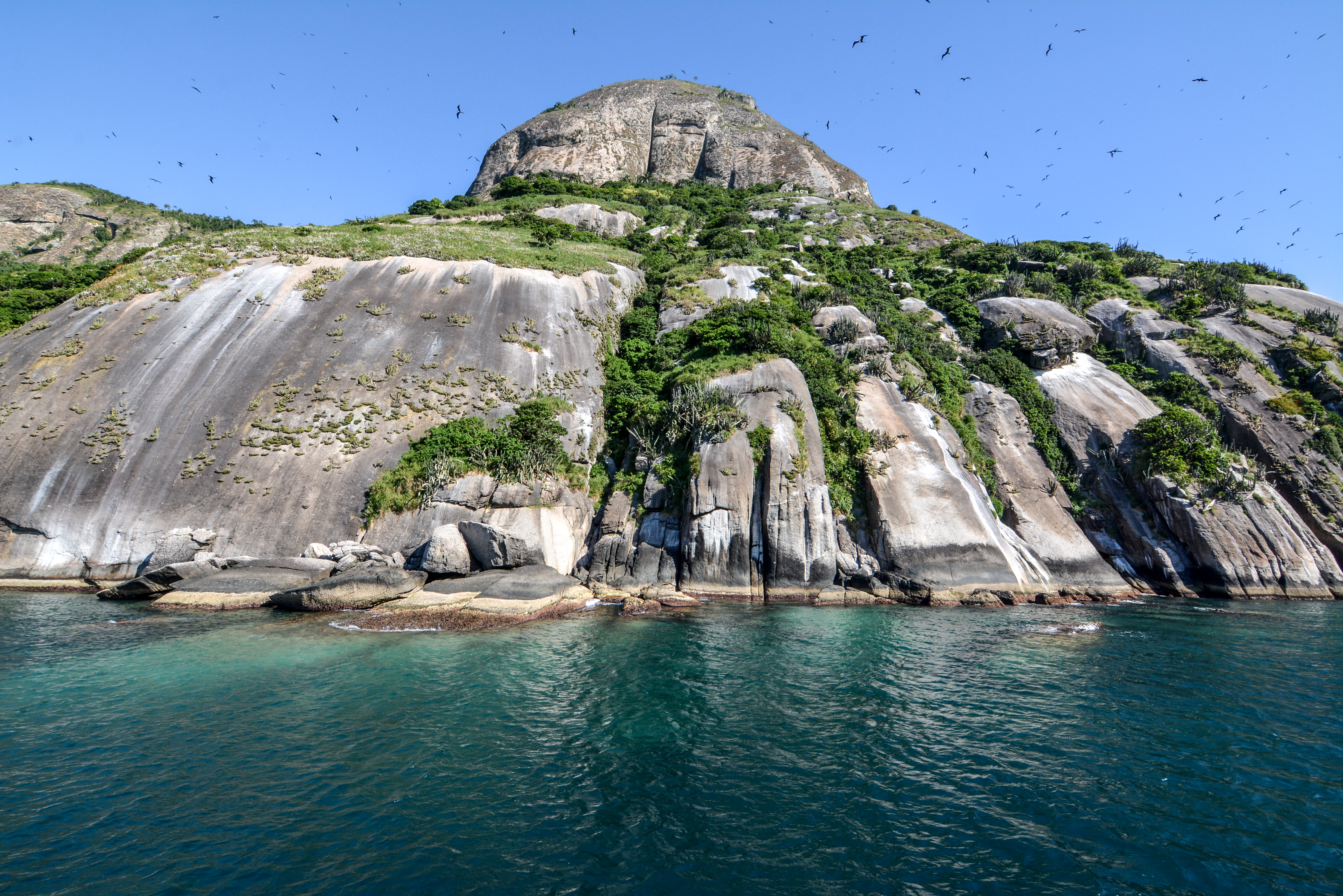
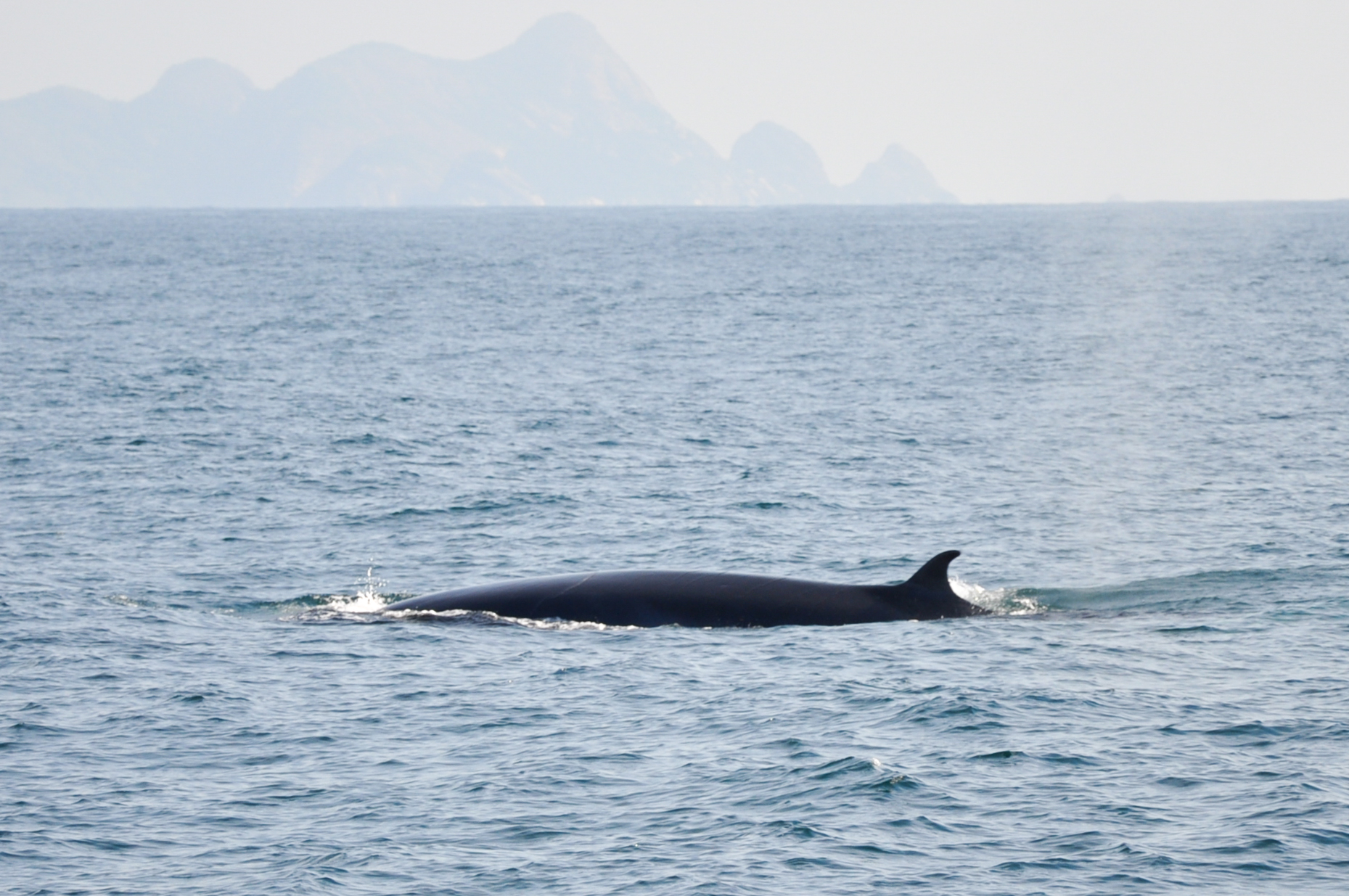